# Steilstrecke Nordschleife

Posição da seção íngreme em Nordschleife

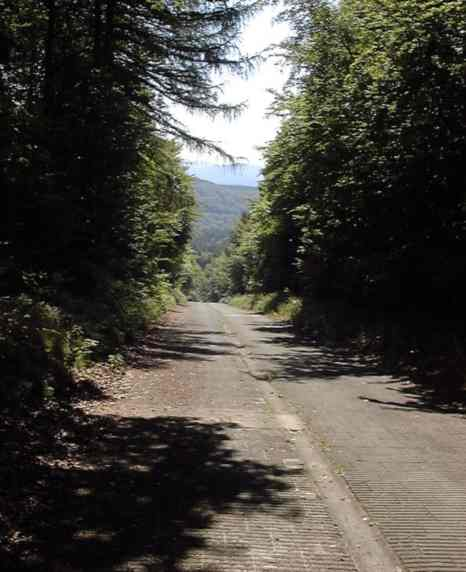
A seção íngreme em 2001

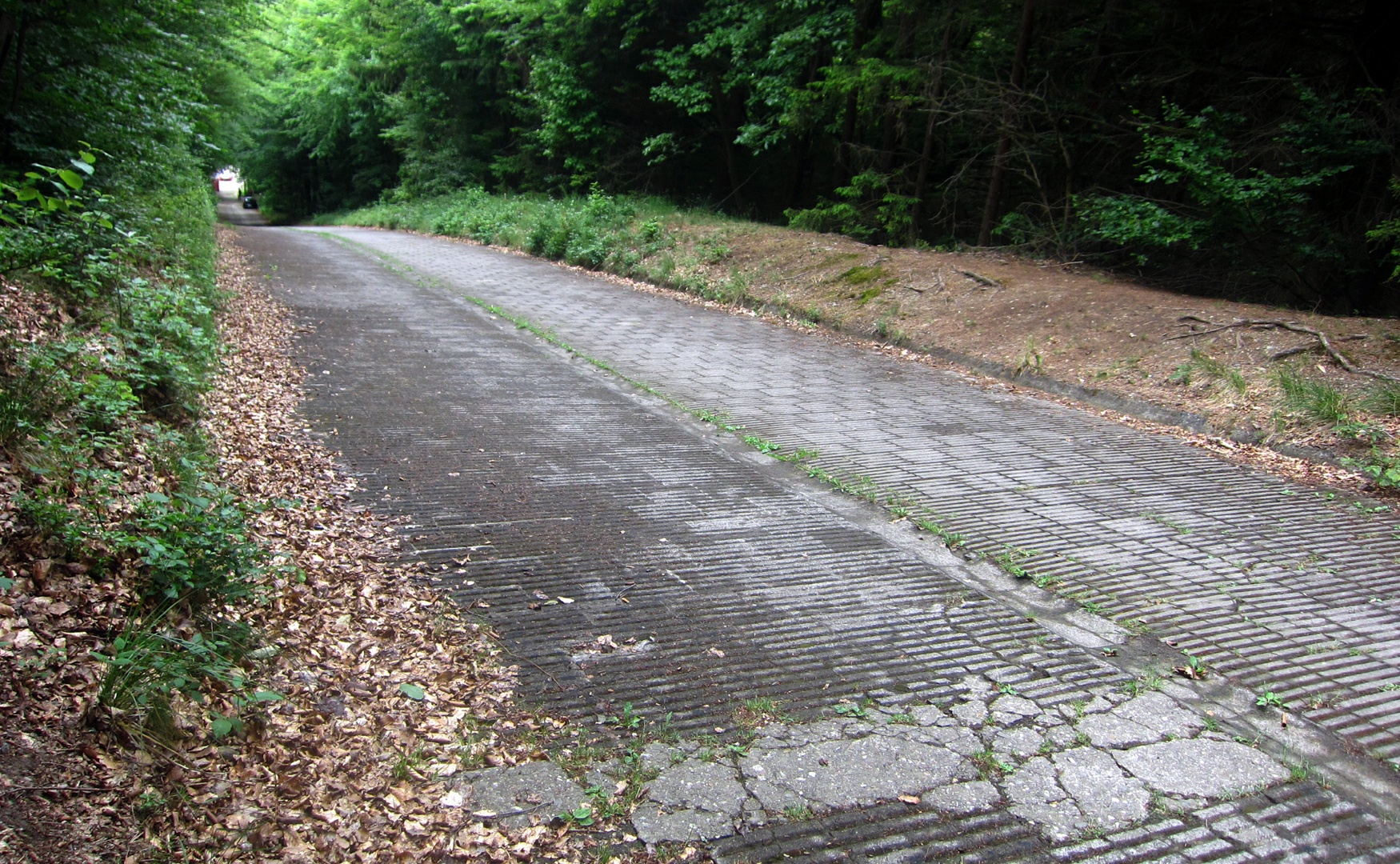
A seção íngreme em 2015

A Steilstrecke é uma seção não mais usada do Laço Norte de Nürburgring . A seção íngreme liga diretamente as curvas Klostertal e Hohe Acht e ignora a curva Karussell-Caracciola .

## Investimento
A obra do trecho íngreme de 450 metros foi realizada pela construtora de Stuttgart Baresel GmbH. A pista de concreto com 20 centímetros de espessura era formada por lajes de concreto de 35 × 35 Centímetros com ranhuras. Devido ao alto teor de silicato do cimento, o concreto era relativamente resistente as ações do frio e do calor e, portanto, restringe a expansão e a contração ao mínimo. No entanto, essa escolha de material resultou em alto desgaste dos pneus ao usar a pista.
A seção íngreme foi concluída em 1928, um ano depois do restante da pista. A inclinação de 27 graus era um teste de resistência especial para veículos motorizados na época. Nos primeiros dias, de acordo com o operador da rota, mesmo veículos individuais capotavam para trás durante os test drives.

## Acidentes
Na história de Nürburgring, houve dois acidentes fatais na seção íngreme envolvendo turistas. Até a década de 1960, os turistas do anel podiam escolher tanto quanto seguir à direita para o Carrossel ou à esquerda para a seção íngreme, embora isso fosse proibido nos regulamentos de direção para Nürburgring. O parágrafo correspondente, § 8 dos regulamentos de condução, diz: "Não é permitido - exceto para testes e treinamentos aprovados ou corridas - dirigir na seção íngreme (27 graus). "

## Situação de hoje
O trecho da rota ainda está em boas condições; aqueles que visitam Nurburgring a pé podem inspecionar o trecho a caminho do carrossel. 

### Ver também

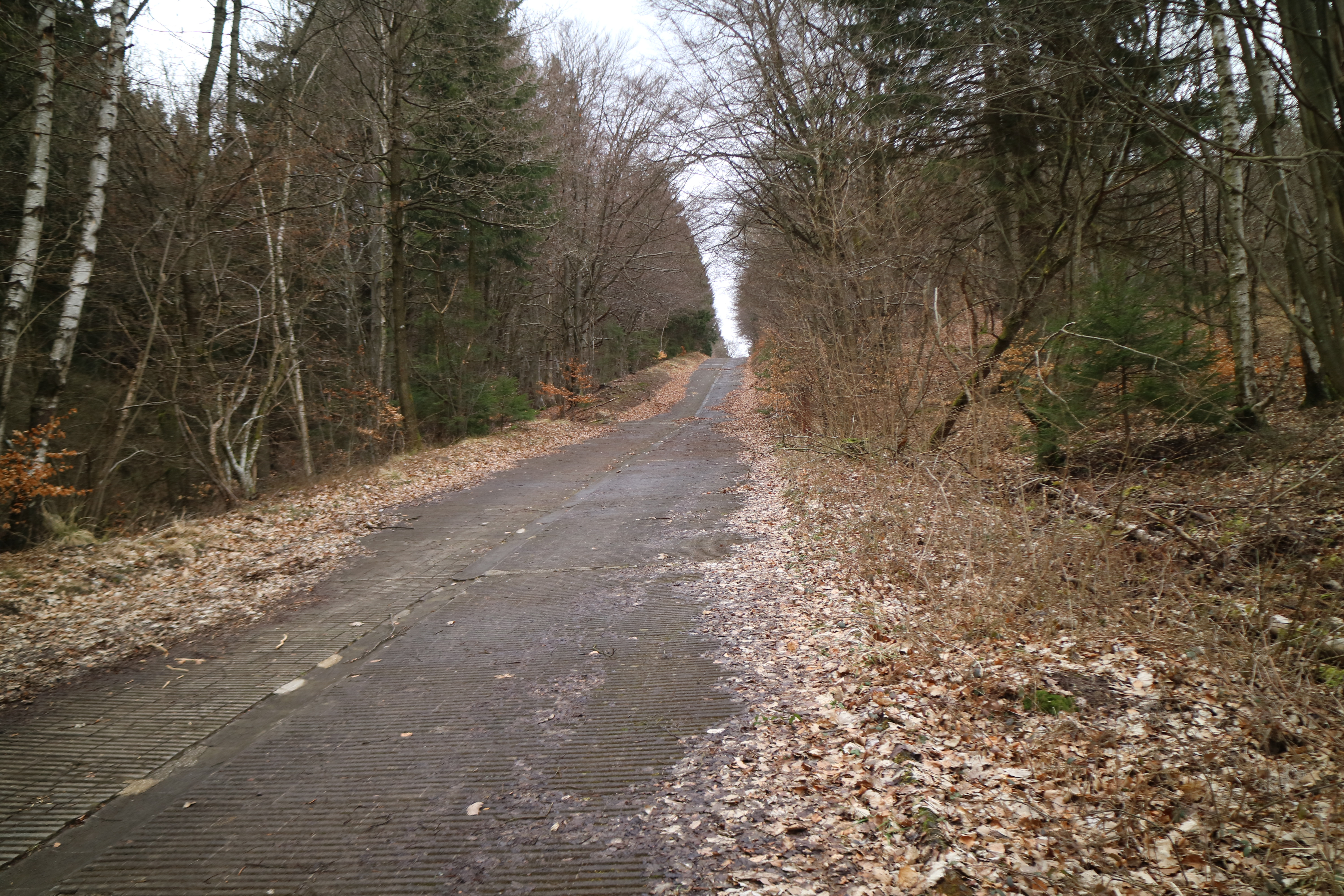
A seção íngreme em 2018

### Ligações Externas
- Site oficial de Nürburgring
- Por seção íngreme (iniciativa privada)